# کیه لوک
کیه لوک (انگلیسی: Keye Luke؛ ۱۸ ژوئن ۱۹۰۴ – ۱۲ ژانویهٔ ۱۹۹۱) یک هنرپیشه اهل ایالات متحده آمریکا بود. وی بین سال‌های ۱۹۳۴ تا ۱۹۹۱ میلادی فعالیت می‌کرد.
از فیلم‌ها یا برنامه‌های تلویزیونی که وی در آن نقش داشته است می‌توان به خاک خوب، آلیس، شانگهای، کوئین توانا، گرملین‌ها ۲ اشاره کرد.